# الکساندر بارانوف
الکساندر بارانوف (اوکراینی: Олександр Іванович Баранов؛ زادهٔ ۲۹ آوریل ۱۹۶۰) بازیکن فوتبال اهل اتحاد جماهیر شوروی سوسیالیستی است.
از باشگاه‌هایی که در آن بازی کرده‌است می‌توان به باشگاه فوتبال تاوریا سیمفروپول، باشگاه فوتبال اسپارتاک مسکو، باشگاه فوتبال دینامو کی‌یف، و باشگاه فوتبال متالیست خارکوف اشاره کرد.